# Virginia Berasategui
Virginia Berasategui Luna (* 15. Juli 1975 in Bilbao) ist eine ehemalige baskische Triathletin. Sie ist Weltmeisterin auf der Langdistanz (2003), Europameisterin (2009, 2010) und Ironman-Siegerin (2004, 2005). Berasategui wird als Fünfte in der Bestenliste spanischer Triathletinnen auf der Ironman-Distanz geführt.

## Werdegang
Auch ihr Vater Javier Berasategui war Triathlet und er startete als erster spanischer Athlet beim Ironman Hawaii. Virginia Berasategui feierte ihre ersten Triumphe 1986 in Schwimmen und Leichtathletik. 1988 startete sie bei ihrem ersten Triathlon.

### Weltmeisterin Triathlon Langdistanz 2003
Virginia Berasategui wurde 1997 und erneut 2002 Dritte bei der ITU-Weltmeisterschaft und 2003 dann Weltmeisterin über die Langdistanz im Triathlon (4 km Schwimmen, 120 km Radfahren und 30 km Laufen).
2005 wurde sie nach dem Ironman Lanzarote positiv auf EPO getestet – die Ergebnisse wurden später aber wieder annulliert.
2009 wurde sie in Prag Europameisterin über die Triathlon-Langdistanz und im November beim Ironman Hawaii erreichte sie den dritten Rang und damit die erste Medaille für eine spanische Athletin. Im August 2010 wurde sie Dritte bei der Langdistanz-Weltmeisterschaft der ITU in Immenstadt im Allgäu.

### Dopingsperre 2013
Im Mai 2013 wurde Virginia Berasategui beim Bilbao Triathlon des Dopings überführt. Im Juni erklärte sie, unerlaubte Substanzen genommen zu haben, auf eine B-Probe zu verzichten und ihre Triathlon-Karriere zu beenden.
Im Mai 2016 nach Ablauf ihrer Sperre erklärte sie, wieder als Amateur starten zu wollen. Im Juni wurde sie Dritte auf der Mitteldistanz bei ihrer Rückkehr im Bilbao Triathlon. Seit 2016 tritt sie nicht mehr international in Erscheinung.
Virginia Berasategui lebt in ihrer Geburtsstadt Bilbao an der Nordküste Spaniens.

## Sportliche Erfolge
| Datum/Jahr    | Rang | Wettbewerb                                                   | Austragungsort   | Zeit       | Bemerkung |
| ------------- | ---- | ------------------------------------------------------------ | ---------------- | ---------- | --- |
| 2. Juni 2016  | 3    | Bilbao Triathlon                                             | Bilbao           | 04:43:53   | hinter Åsa Lundström und Judith Corachán                                                                                                 |
| Mai 2013      | DSQ  | Bilbao Triathlon                                             | Bilbao           | –          | Berasategui wurde positiv auf unerlaubte Mittel zur Leistungssteigerung getestet.                                                        |
| 28. Mai 2011  | 1    | Bilbao Triathlon                                             | Bilbao           | 04:29:40   | |
| 5. Sep. 2010  | 1    | Cologne 226 Half                                             | Köln             | 04:16:06   | Siegerin beim Cologne Classic (1,9 km Schwimmen, 90 km Radfahren und 21 km Laufen) vor der Deutschen Silvia Balbach                      |
| 1. Mai 2010   | 3    | Wildflower Triathlon                                         | Lake San Antonio | 04:39:46   | auf der olympischen Distanz (1,5 km Schwimmen, 40 km Radfahren, 10 km Laufen) hinter der Siegerin Julie Dibens                           |
| 14. Juni 2009 | 1    | Bonn-Triathlon                                               | Bonn             | 03:15:37   | über die Mitteldistanz (3,8 km Schwimmen, 60 km Radfahren, 15 km Laufen).                                                                |
| 24. Mai 2009  | 1    | Half Challenge Barcelona                                     | Barcelona        | 04:22:34   | Die direkt nach dem Rennen ausgesprochene Disqualifikation wurde später wieder aufgehoben.                                               |
| 2. Mai 2009   | 1    | Wildflower Triathlon                                         | Lake San Antonio | 04:35:00   | Virginia Berasategui erreichte in Kalifornien den ersten Rang über die Mitteldistanz (1,9 km Schwimmen, 90 km Radfahren, 21,1 km Laufen) |
| 7. Sep. 2008  | 3    | Ironman 70.3 Monaco                                          | Monaco           | 04:44:45   | [ 12 ] |
| 10. Aug. 2008 | 1    | Ironman 70.3 Germany                                         | Wiesbaden        | 04:43:38,2 | Erster Rang – vor der Deutschen Andrea Brede                                                                                             |
| 19. Aug. 2007 | 1    | Ironman 70.3 Germany                                         | Wiesbaden        | 04:44:29   | |
| 15. Aug. 1997 | 4    | ITU Triathlon World Cup                                      | Embrun           | 02:23:21   | hinter der Siegerin Mieke Suys aus Belgien                                                                                               |
| 1997          | 2    | ETU Short Distance Triathlon European Championships          | Vuokatti         | 02:13:48   | Zweite bei der Europameisterschaft der ETU auf der Kurzdistanz                                                                           |
| 19. Mai 1996  | 26   | ITU Triathlon World Cup                                      | Gamagori         | 02:04:35   | |
| 12. Nov. 1995 | 13   | ITU Short Distance Triathlon World Championship Junior Women | Cancún           | 02:17:14   | |
| 27. Nov. 1994 | 5    | ITU Short Distance Triathlon World Championship Junior Women | Wellington       |            | |
| 2. Juli 1994  | 20   | ETU Short Distance Triathlon European Championships          | Eichstätt        | 02:13:38   | Europameisterschaft auf der Kurzdistanz                                                                                                  |
| 12. Sep. 1992 | 46   | ITU Short Distance Triathlon World Championships             | Huntsville       | 02:18:10   | |
| 1992          | 3    | ESP Triathlon National Championships                         | Spanien          |            | |

| Datum/Jahr    | Rang | Wettbewerb                                         | Austragungsort    | Zeit     | Bemerkung                                                                                     |
| ------------- | ---- | -------------------------------------------------- | ----------------- | -------- | --------------------------------------------------------------------------------------------- |
| 29. Juli 2012 | 4    | ITU Long Distance Triathlon World Championships    | Vitoria-Gasteiz   | 06:20:36 | bei der Weltmeisterschaft auf der Triathlon-Langdistanz                                       |
| 22. Apr. 2012 | 6    | Ironman South Africa                               | Port Elizabeth    | 10:13:00 |                                                                                               |
| 8. Okt. 2011  | 10   | Ironman Hawaii                                     | Hawaii            | 09:19:52 |                                                                                               |
| 24. Juli 2011 | 10   | Ironman Germany                                    | Frankfurt         | 09:37:00 |                                                                                               |
| 9. Okt. 2010  | 4    | Ironman Hawaii                                     | Hawaii            | 09:16:47 |                                                                                               |
| 1. Aug. 2010  | 3    | ITU Long Distance Triathlon World Championships    | Immenstadt        |          | bei der Langdistanz-WM (4 km Schwimmen, 130 km Radfahren und 30 km Laufen)                    |
| 26. Juni 2010 | 1    | ETU Long Distance Triathlon European Championships | Vitoria-Gasteiz   | 06:14:46 | Sieg und Europameisterin auf der Langdistanz (4 km Schwimmen, 120 km Radfahren, 30 km Laufen) |
| 13. März 2010 | 3    | Abu Dhabi International Triathlon                  | Abu Dhabi         | 07:18:23 | (3 km Schwimmen, 200 km Radfahren und 20 km Laufen)                                           |
| 10. Okt. 2009 | 3    | Ironman Hawaii                                     | Big Island        | 09:15:28 | [ 2 ]                                                                                         |
| 8. Aug. 2009  | 1    | ETU Long Distance Triathlon European Championships | Prag              |          | Sieg und Europameisterin auf der Langdistanz                                                  |
| 2008          | 6    | Ironman Hawaii                                     | Hawaii            | 09:29:15 |                                                                                               |
| 24. Mai 2008  | 5    | Ironman Lanzarote                                  | Puerto del Carmen | 10:22:33 |                                                                                               |
| 21. Mai 2005  | 1    | Ironman Lanzarote                                  | Puerto del Carmen |          |                                                                                               |
| 22. Mai 2004  | 1    | Ironman Lanzarote                                  | Puerto del Carmen | 09:41:51 |                                                                                               |
| 11. Mai 2003  | 1    | ITU Long Distance Triathlon World Championships    | Ibiza             | 06:19:20 | Triathlon-Weltmeisterin über die Langdistanz                                                  |
| 22. Sep. 2002 | 3    | ITU Long Distance Triathlon World Championships    | Nizza             | 07:14:17 | im Rahmen des Triathlon International de Nice                                                 |
| 9. Juni 1997  | 3    | ITU Long Distance Triathlon World Championships    | Nizza             | 06:25:51 |                                                                                               |

| Datum/Jahr   | Rang | Wettbewerb                       | Austragungsort | Zeit     | Bemerkung |
| ------------ | ---- | -------------------------------- | -------------- | -------- | --------- |
| 9. Apr. 2011 | 1    | Duatlón Internacional de Gernika | Gernika        | 01:13:41 | [ 16 ]    |
| 5. Nov. 2000 | 2    | Powerman Gran Canaria            | Gran Canaria   | 02:56:49 |           |

| Datum/Jahr | Rang | Wettbewerb                        | Austragungsort | Zeit     | Bemerkung                                                                     |
| ---------- | ---- | --------------------------------- | -------------- | -------- | ----------------------------------------------------------------------------- |
| 2000       | 7    | ITU Aquathlon World Championships | Cancún         | 00:35:38 | Aquathlon-Weltmeisterschaft (2,5 km Laufen, 1 km Schwimmen und 2,5 km Laufen) |

(DNF – Did Not Finish)